# Крістіан Колоновітц
Крістіан Колоновітц (нім. Christian Kolonovits; нар. 25 лютого 1952, Рехніц, Бурґенланд, Австрія) — австрійський композитор, диригент, аранжувальник та продюсер. Відомий завдяки участі в спільних проектах з Віденським симфонічним оркестром, Берлінським філармонічним оркестром та гуртом «Scorpions», альбоми Moment of Glory та Acoustica. 

## Життєпис
Крістіан Колоновіц народився 25 лютого 1952 року в місті Рехніц, федеральна земля Бурґенланд. Батько Крістіана за походженням хорват, а мати — угорка. Почав грати на фортепіано у віці п'яти років. Навчався на відділеннях фортепіано, віолончелі, композиції і диригування у Віденському університеті музики та виконавського мистецтва, одночасно працюючи студійним музикантом та аранжувальником. Він стояв біля витоків музичного напрямку «Австропоп». У 1974 році до Колоновіца прийшов успіх, після написання ним смнґлу «Hollywood», який виконував гурт «Waterloo & Robinson».
В середині 1970-х Крістіан Колоновіц перебрався до Західної Німеччини, де працював для Френка Фаріана, продюсера «Gilla», «Benny», «Boney M.», «Eruption»). Одночасно він заснував власний рок-гурт під назвою «Einstein», з яким випустив альбом «Life is just a carnival». На початку 1980-х Колоновіц повертається у Відень.
З 1990 року Крістіан Колоновіц приділяє особливу увагу симфонічній музиці. Він заснував свій власний звукозаписний лейбл «Homebase-records», який займається виробництвом виключно симфонічної музики. 
У 2009 році на сцені Віденської народної опери з великим успіхом пройшла прем'єра дитячої опери «Антонія і чортеня», автором та музичним керівником якої був Крістіан Колоновіц.
2014 року в Більбао відбулася прем'єра нової опери Крістіана Колоновітца «Суддя», головну партію в якій виконав Хосе Каррерас.
Крістіан Колоновіц, як аранжувальник, композитор та продюсер, у різні часи працював з відомими виконавцями та музичними колективами, серед яких були Пласідо Домінґо, Хосе Каррерас, Лучано Паваротті, Кірі Те Канава, Сара Брайтман, Майкл Болтон, Хосе Фелісіано, Патрісія Каас, гурти «Supermax», «Eruption», «Boney M» та «Scorpions». Крім того Крістіан Колоновіц пише музику для театру, кіно та телебачення. Він створив багато саундтреків, в тому числі до стрічки Філіпа Штольца «Північна стіна».